# Armin Hartmann

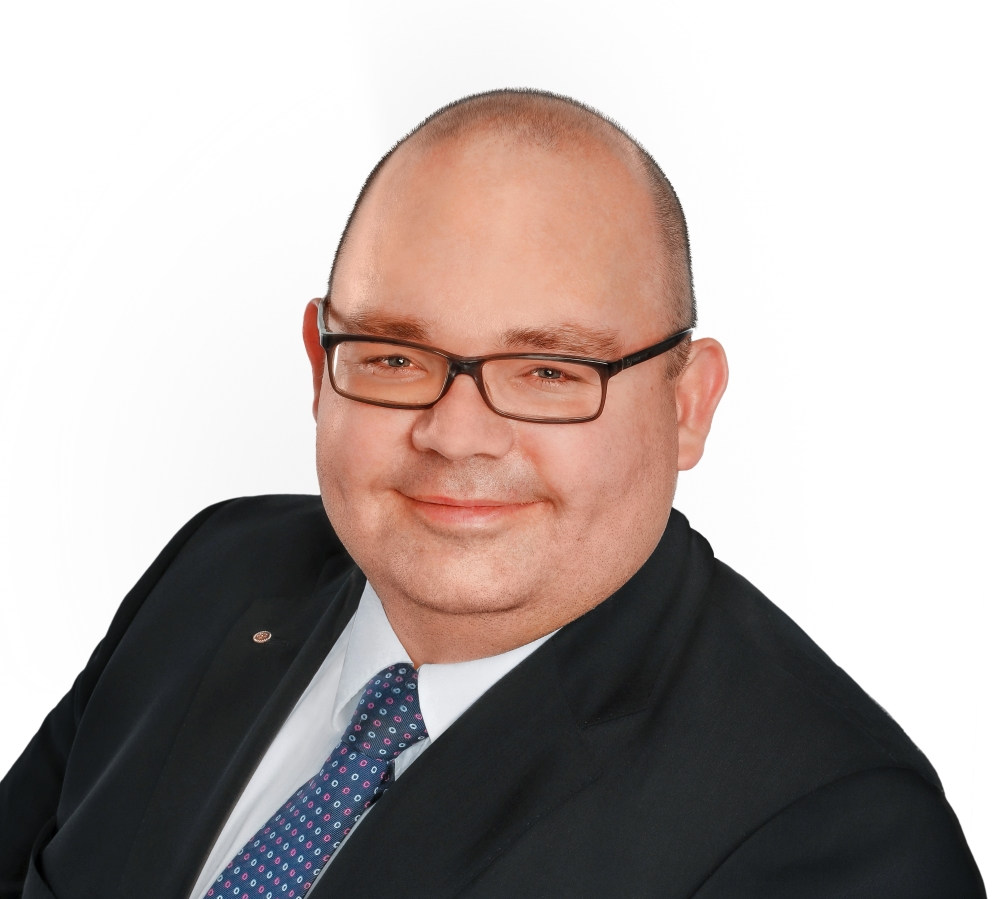
Regierungsrat Dr. Armin Hartmann

Armin Hartmann (* 1977 in Schlierbach LU; heimatberechtigt in Schlierbach LU) ist ein Schweizer Politiker (SVP).

## Leben
Hartmann wuchs in Schlierbach im Kanton Luzern auf. Er besuchte von 1984 bis 1990 die Primarschule Schlierbach. Im Jahr 1997 schloss er die Kantonsschule Sursee mit der Matura ab. 2001 erfolgte der Abschluss als lic. rer. pol. an der Universität Bern. 2001–2003 folgte das Doktorandenstudium am Ausbildungszentrum der Schweizerischen Nationalbank in Gerzensee und 2006 der Abschluss als Dr. rer. oec. an der Universität Bern.
Seit 2006 bildet er sich in Rechnungslegung und Controlling, Steuern und Personalführung weiter.
Er war 2004–2019 Gemeindeammann in Schlierbach, 2001–2006 Wissenschaftlicher Mitarbeiter Mikroökonomie, Universität Bern und von Januar 2007 bis Juni 2023 Geschäftsführer und Inhaber der IMC Hartmann AG Schlierbach.
Hartmann ist seit dem 19. Juni 2023 im Regierungsrat des Kantons Luzern und seit dem 1. Juli 2023 Bildungs- und Kulturdirektor des Kantons Luzern. vor der Wahl zum Regierungsrat war er vom 18. Juni 2007 bis am 18. Juni 2023 Mitglied des Kantonsrats Luzern.